# Стара Миява
Стара Миява (на словашки: Stará Myjava) е село в западна Словакия, в Тренчински край, в окръг Миява. Населението му е 754 души.
Разположена е на 390 m надморска височина, на 6 km северно от Миява. Площта му е 17,73 km². Кмет на селото е Павол Ковач.